# Calp
Calp (valencijskou katalánštinou a oficiálně) či Calpe (kastilsky a do roku 2008 též oficiálně) je město na pobřeží Středozemního moře, které je oblíbeným turistickým letoviskem. Nachází se na východě Španělska, ve Valencijském autonomním společenství, v provincii Alicante. Rozkládá se na úpatí ostrohu (a přírodního parku) Peñón de Ifach.
V Calpe žije přibližně 27 tisíc obyvatel, z nichž 60 % tvoří cizinci. Většina usedlíků se živí rybářstvím, převážná část příjmů města pochází z turistického ruchu. Hlavními turistickými lákadly jsou staré centrum města s ruinami Los baños de la Reina (Královniny lázně) a gotickým kostelem. Velká část turistů pochází z Británie a Německa.

## Historie
Oblast dnešního Calp byla osídlena již ve starověku, některé pozůstatky se datují až do doby bronzové. Oblast získala na významu zejména v době romanizace Iberského poloostrova. Pobývali zde Féničané, Řekové, Římané i Arabové. Turistický rozvoj zde nastal v 50. letech 20. století.
V polovině 18. století vzniklo ve městě několik projektů na vybudování nové opevněné zdi, neboť díky nárůstu populace byla část nucena žít mimo opevněné centrum. Začátkem 19. století se obec rozšiřovala směrem na západ.
Během druhé poloviny roku 1960, jako téměř po celém pobřeží Costa Blanca, zažívalo město obrovský boom ve stavebnictví. Zejména díky politickým změnám se v této oblasti stal cestovní ruch fenoménem.